# Schlacht bei Pavia (271)
Mediolanum – Augusta Vindelicorum – Lacus Benacus – Placentia – Fano – Pavia – Langres – Vindonissa – Autun – Reims – Brumath – Senonae – Argentoratum – Solicinium – Argentovaria
Die Schlacht bei Pavia wurde im Jahre 271 in der Nähe des heutigen Pavia in Italien zwischen Alamannen und Römern unter Kaiser Aurelian ausgetragen.
Aurelian rückte mit einem Heer gegen alamannische Juthungen vor, die sich nach einem Einfall in Italien auf dem Rückzug befanden. Bei den Kämpfen wurde das gesamte alamannische Heer von Aurelian vernichtet.